# Laurent-Théodore Biett
Laurent-Théodore Biett, född den 25 juli 1781 i Schams i kantonen Graubünden, död den 3 mars 1840 i Paris, var en schweiziskfödd dermatolog. Han är huvudsakligen ihågkommen för att i Frankrike ha infört en anatomisk metodologi för analys av hudsjukdomar; ett system som utvecklades av den brittiske dermatologen Robert Willan.
År 1786 flyttade han med sin familj till Clermont-Ferrand, där han mottog sin första medicinska utbildning. Till Paris kom han 1801 och blev favoritelev hos Jean-Louis Alibert. År 1813 blev han medicine doktor.
Biett gjorde sig inte känd genom att publicera något, men två av hans studenter, Pierre Louis Alphée Cazenave och Henri Édouard Schedel, gjorde utförliga anteckningar under hans föreläsningar. 
År 1828 utgav Cazenave och Schedel Abregé pratique des maladies de la peau, som var en sammanställning av Bietts undervisning och kom att bli ett standardverk i dermatologi. 
År 1830 belönades Biett med Hederslegionen. Han var ledamot av Académie de médecine.